# کودکان ذرت ۴: جمع آوری
کودکان ذرت ۴: جمع آوری (انگلیسی: Children of the Corn IV: The Gathering) فیلمی در ژانر ترسناک است که در سال ۱۹۹۶ منتشر شد. از بازیگران آن می‌توان به نائومی واتس، جامی رنه اسمیت، کرن بلک، و ویلیام ویندام اشاره کرد.